# 雅尼洛·帕提西帕奇奥
雅尼洛·帕提西帕奇奥（威尼斯语：Angelo Partecipazio），是第十任威尼斯总督。前任奥布莱里奥·安特诺略为应对人民起义，请意大利的丕平率军进攻威尼斯。雅尼洛·帕提西帕奇奥是最坚定的守城者之一，遂被选为新一任总督。
他在位期间，威尼斯改依附于拜占庭帝国，不过获得了更大的自治权。他在位期间，威尼斯首次独立铸造货币。
现代威尼斯于这一时期诞生。在里阿尔托，总督主持了运河的开掘，一批防御工事和桥梁于这一时期修筑，第一座总督府也出现了。
他的统治后期，两个儿子查士丁尼·帕提西帕奇奥和乔凡尼·帕提西帕奇奥为继承权爆发冲突。二人分别受拜占庭帝国和查理曼帝国支持，一度爆发内战。最后查士丁尼获胜，继任总督。